# 大山鳴動して鼠一匹
大山鳴動して鼠一匹（たいざんめいどうしてねずみいっぴき）は、古代ローマからのことわざ。

## 概要
大きな出来事が起こるであろうと予想されていたために騒ぎが大きくなっていたものの、起きたのは取り立てて騒ぐほどのものでもないような小さな結果であったということを意味する。大きな山が揺れ動くために何事が起こるのであろうかと見守っていたものの、そこから出てきたのは一匹の鼠のみであったというようにである。

## 歴史
このことわざは古代ローマの詩人であるホラティウスの『詩論』という作品が由来となっている。だがこの作品ではこのことわざというのは当時のローマでは既にことわざとして用いられていたような表現となっている。プルタルコスの『英雄伝』にもこのことわざと類似した表現が用いられている。このことわざというのはディオゲネスが由来であるとの説もある。ジャン・ド・ラ・フォンテーヌの『寓話』にもこのことわざのような話が書かれている。